# Чернець Василь Гнатович
Чернець Василь Гнатович (нар. 27 червня 1946 року в селі Гориньград ІІ Рівненського району Рівненської області) - учений-культуролог, ректор Національної академії керівних кадрів культури і мистецтв (1998-2010, 2010-2022), проректор з інформаційної роботи та зв’язків з громадськістю НМАУ ім. П. І. Чайковського (2024-до сьогодні), доктор філософії (ЮНЕСКО), професор (1992), заслужений працівник освіти України (2001), лауреат Державної премії України в галузі науки і техніки (2005), почесний академік Національної академії мистецтв України, академік Академії Наук Вищої школи України, член Спілки журналістів України.

## Життєпис
Василь Гнатович Чернець народився (27 червня 1946 року в селі Горинь-град ІІ Рівненської області) в багатодітній селянській родині. Батько Василя – Гнат Опанасович – солдат-фронтовик, який зустрів перемогу над фашизмом у Берліні, мати – Мокрина Яківна – колгоспниця-трудівниця. У 1965 році вступив на вечірнє відділення Рівненського загальнонаукового факультету Київського державного університету імені Тараса Шевченка на спеціальність – філологію.

## Професійна діяльність
- 1963–1965 - токар першого-другого розрядів
- 1970-1972 - завідувач відділу республіканської газети "Молодь України"
- 1972-1980 - працівник на комсомольській роботі
- 1980  головний редактор республіканського видавництва "Молодь"
- 1984 – захист дисертації на здобуття наукового ступеня кандидата філософських наук у спеціалізованій вченій раді Київського державного університету ім. Т.Г.Шевченка
- 1985-1998 – директор, ректор Інституту підвищення кваліфікації працівників культури Міністерства культури України
- 1998-2010 – ректор Державної академії керівних кадрів культури і мистецтв
- 2002-2006 – член Державної акредитаційної комісії Міністерства освіти та науки
- 2010-2022 – ректор Національної академії керівних кадрів культури і мистецтв
- 2010-2014 – член колегії Міністерства культури України
- 2015 – обраний почесним академіком Національної академії мистецтв України
- 2022-2024 – директор Науково-дослідного інституту українознавства МОН України[1][2]
- 2024-по сьогодні - проректор з інформаційної роботи та зв’язків з громадськістю НМАУ імені П. І. Чайковського.

## Наукові ступені і звання
1990 – присвоєно вчене звання доцента кафедри суспільних наук
1992 – присвоєно вчене звання професора кафедри теорії і практики культурного будівництва
1993 – отримав диплом доктора філософії.

## Нагороди
- 2001 – присвоєно почесне звання «Заслужений працівник освіти України»
- 2005 - нагороджений Державною премією України в галузі науки і техніки
- 2009 – нагороджений орденом «За заслуги ІІІ ступеня»
- 2013 – присвоєно почесне звання «Заслужений діяч естрадного мистецтва України»
- 2018 – нагороджений орденом «За заслуги ІІ ступеня»
- нагороджений Подякою Прем’єр-міністра України
- нагороджений почесною відзнакою Міністерства культури і мистецтв України «За досягнення в розвитку культури і мистецтв»
- нагороджений почесною відзнакою Міністерства культури і мистецтв України «За багаторічну плідну працю в галузі культури»
- нагороджений Почесною грамотою Національної академії педагогічних наук,
- нагороджений Почесною грамотою Верховної Ради України
- 2021 - стипендія Кабінету Міністрів України за видатні заслуги у сфері вищої освіти[3].
- Подяка Президента України, голови КМДА, почесна відзнака Міністерства культури і мистецтв України
- нагороджений нагрудним знаком Міністерства освіти і науки України «Відмінник освіти»
- нагороджений нагрудним знаком "Петро Могила"
- нагороджений нагрудним знаком МОН України "За наукові та освітні досягнення"[4].

## Наукова, педагогічна та навчально-методична робота
Василь Гнатович є автором понад 300 наукових публікацій. Був членом Державної акредитаційної комісії МОН України. 
Понад 70 наукових робіт з культурологічної та мистецтвознавчої проблематики, в тому числі трьох монографій. Один із керівників авторського колективу 6-томної «Української енциклопедії етнокультурознавства та етнокультурології». Професор Чернець В.Г. є членом та головою фахової комісії з питань післядипломної освіти Координаційної Ради з питань мистецької освіти і науки при Національній академії мистецтв України. Член Національної спілки журналістів України.